# سياسة البنية التحتية لدونالد ترامب
تشتمل سياسة البنية التحتية التي انتهجها دونالد ترمب على ضمان اكتفاء الولايات المتحدة الذاتي من الطاقة (بتلبية احتياجات صناعة الوقود الأحفوري والطاقة النووية والطاقة المتجددة)، والحفاظ على الأمن الحاسوبي لشبكة الطاقة الوطنية وغيرها من البنية الأساسية الحيوية، ما منع الصين من دخول سوق إنترنت الجيل الخامس في الولايات المتحدة، ودحر الأنظمة لتسهيل عملية التخطيط والبناء. ورغم عدم وجود برامج إنفاق رئيسية على البنية التحتية، نهضت بعض السياسات والمشاريع الفردية تدريجيًا، وخاصة في المناطق الريفية.
على الرغم من إقرار جانبي الممر السياسي بالحاجة إلى تحسين البنية التحية الأمريكية، لم يُقَر أي مشروع قانون رئيسي للبنية التحتية حتى إبريل 2020 وذلك بسبب الخلافات حول تفاصيل برامج الإنفاق، أو على وجه التحديد ما الذي ينبغي الإنفاق عليه، أو مقدار الإنفاق، أو كيفية تسديد ثمنه. تُعَد «البنية التحتية» مصطلحًا شاملًا نسبيًا وذو معان مختلفة بالنسبة لأشخاص مختلفين. عمومًا، يتلخص هدف إدارة ترمب بتنشيط الاقتصاد الوطني وتعزيز الأمن الوطني على الرغم من ميل حزبه الجمهوري إلى معارضة الإنفاق الفيدرالي الهائل وزيادة الضرائب، بينما يفضل أعضاء الحزب الديمقراطي المعارض الاستثمار في الطاقة المتجددة والبنية التحتية الجديدة التي قد تتمكن من مكافحة تغير المناخ، وعادة ما يكونون أقل نفورًا من تغطية عجز الإنفاق العام بالاقتراض.
ينحصر تركيز هذه المقالة على البنية التحتية المادية، بدلًا من البنية التحتية غير المادية أو المؤسسات العامة.

## الآراء ووجهات النظر والمعايير
تشكل تنمية البنية التحتية أحد أولويات إدارة دونالد ترمب. يرى ترمب تحسين البنية التحتية الأمريكية امتدادًا لمهنته كمطور عقاري وعنصرًا ملموسًا يُضاف لإرثه كرئيس. يرى أيضًا في استثمارات البنية التحتية أداة لخلق فرص العمل وتحفيز النمو الاقتصادي. في كتاب أمريكا العرجاء الصادر عام 2015، أشار إلى تقدير لجنة مجلس الشيوخ لإعداد الموازنة بأن «إعادة بناء أمريكا سيستحدث 13 مليون فرصة عمل». في مايو 2015، قبل شهر واحد من إطلاق دونالد ترمب حملته الرئاسية، أعرب عن رغبته في «إصلاح» البنية التحتية القديمة في أمريكا، ليجعلها «بلا منافس». أعرب عن قلقه إزاء حالة البنية التحتية الأمريكية في العديد من المحافل، مقارنًا إياها بدول أخرى. على سبيل المثال، ذكر أن قطارات الركاب الأمريكية كانت بطيئة مقارنة بالقطارات في الصين وأن المطارات الأمريكية كانت متسخة ومتهالكة بجوار نظيراتها في الصين أو المملكة العربية السعودية أو قطر. أقر بأن تحديث البنية التحتية الأمريكية سيكون مكلفًا ولكنه زعم أن مثل هذا الاستثمار سيتحمل تكاليف ذاته في نهاية المطاف. يتماشى موقفه مع موقف الحزب الديمقراطي في هذا الصدد. إذ دعا الرئيس باراك أوباما ونائب الرئيس جو بايدن إلى إنفاق المزيد على البنية التحتية الفيدرالية.
يُعتبر الإنفاق المُسهب على البنية التحتية جزءًا رئيسيًا من برنامج ترمب الاقتصادي القومي الشعبوي، والذي يتضمن أيضًا معارضة التجارة الحرة، ودعم الرسوم الجمركية، وتوطين الوظائف الأمريكية. يُعد ذلك أمرًا استثنائي في الحزب الجمهوري الحديث، والذي عادة ما يؤيد اقتصاد السوق الحرة أو اقتصاد النيوليبرالية. وفقًا للعالِمَين السياسيين روجر إيتويل وماثيو غودوين، مع مغادرة ناخبي الطبقة العاملة الحزب الديمقراطي منذ ستينيات القرن العشرين، تشير شعبية برنامج ترمب الاقتصادي إلى وجود بؤر لا يُستهان بها من الناخبين الذين فشل التيار العام الجمهوري في الوصول لها. مع ذلك، وفقًا للخبير الاقتصادي روبرت رايخ، فإن حقيقة أن ترمب يبدو أكثر اهتمامًا بتسويق اسمه التجاري بدلًا من اتباع السياسة العامة تعيق فرص نجاحه.
في 31 يناير 2019، أصدر ترمب أمرًا تنفيذيًا يحفز شراء مواد البناء المصنوعة في الولايات المتحدة لمشاريع البنية التحتية العامة، ولا سيما التي تحتاج تمويلًا من الحكومة الفيدرالية. كان ذلك في أعقاب أمره التنفيذي بعنوان «اشترِ أمريكيًا، وظِّف أمريكيًا» في عام 2017، والذي حد من توظيف العمال الأجانب وضيق نطاق المعايير الخاصة بالمشتريات الفيدرالية. في فبراير 2019، تفاوض المسؤولون الكنديون بشأن إعفاء بلادهم.

## الاستعراضات البيئية لمشاريع البنية الأساسية
في أبريل 2019، وقع الرئيس ترمب على أمرين تنفيذيين بهدف تسريع مشاريع بنية الطاقة التحتية. يجعل الأول تأخير أنابيب النفط وغيرها من مشاريع الطاقة أمرًا أكثر صعوبة بسبب المخاوف البيئية. يطور الثاني عملية الموافقة على المشاريع العابرة للحدود الدولية. في خطاب ألقاه الرئيس أمام عمال النقابات من قطاع الطاقة، صرح بأن وقف مشاريع الطاقة «لا يضر بالأُسر والعمال أمثالكم فحسب، وإنما يقوض استقلالنا وأمننا الوطني».
في مطلع يناير 2020، أعلنت إدارة ترمب عن إدخال تعديلات على قانون السياسة البيئية الوطنية (إن إي بي إيه) الصادر منذ 50 عامًا والذي من شأنه أن يخفف من القيود البيئية على مشاريع البنية التحتية لتعجيلها. لن يتعين على الوكالات الفيدرالية أن تضع تغير المناخ في الحسبان عند تقييم مشاريع البنية التحتية الكبرى، وسيكون لزامًا عليها أن تنجز مراجعاتها البيئية الشاملة في غضون عامين. تُعفى مشاريع البنية التحتية التي تتطلب تصاريح فيدرالية وتمويلًا فيدراليا ضئيلًا من مثل هذه المراجعات. بالإضافة إلى عدم مطالبة المشاريع الجديدة مراعاة الآثار «التراكمية». في القرن الواحد والعشرين، يعني ذلك استقصاء التأثيرات المترتبة على انبعاث الغازات المسببة للاحتباس الحراري وارتفاع مستوى سطح البحر، بين أمور أخرى. فضلًا عن ذلك، سيستلزم الأمر قرارًا واحدًا تتخذه الحكومة بدلًا من المطالبة بالحصول على تصاريح من كل وكالة حكومية معنية بالأمر. يُلزم قانون السياسة البيئية الوطنية، الذي وقع عليه الرئيس ريتشارد نيكسون في عام 1970، الحكومة الفيدرالية بتحليل التأثيرات البيئية لأي مشاريع البنية التحتية بالتفصيل. نظرًا لاتساع نطاق هذا القانون، يرى كل من المؤيدين والمعارضين أنه أحد أكثر القوانين التي يمكن التقاضي فيها في الولايات المتحدة. صيغ مشروع قانون السياسة البيئية الوطنية في عام 1969 تجاوبًا مع التسرب النفطي الذي حدث في سانتا باربرا بولاية كاليفورنيا، والذي أثار احتجاجات عامة، وغير ذلك من حالات تلوث الهواء والأرض والمياه. قبل عام 2020، لم يكن هناك سوى تغيير هام واحد. في عام 1983، تقرر أن استخدام سيناريوهات أسوأ الحالات ينبغي أن يكون محدودًا.
في الذكرى الخمسين لإقرار قانون السياسة البيئية الوطنية، كتب الرئيس ترمب: «أصبحت عملية الاستعراض البيئي التي تهدف إلى تحسين عملية صنع القرار معقدة وعصية على التتبع» وذلك بسبب «الريبة والتأخير الملحوظين والذي قد يزيد من التكاليف، ويحول دون تنفيذ المشاريع المهمة، ويهدد فرص العمل للعمال الأمريكيين وأعضاء النقابات العمالية». أكد ترمب أن التعديلات «ستعود بالفائدة على اقتصادنا وبيئتنا». في الواقع، زعمت نقابات عمال البناء منذ فترة طويلة أن قانون السياسة البيئية الوطنية كان عبئًا على مشاريع الطاقة والنقل العام. على الرغم من قلق معارضي هذه المراجعات المقترحة من أنها قد تسهل على قطاعي النفط والغاز بناء خطوط أنابيب جديدة، ركزت إدارة ترمب على المدارس والطرق السريعة، والتي ربما حظيت بأهمية أكبر في أوساط الشعب الأمريكي. في حال نجاح التعديلات المقترحة في الصمود بمواجهة التحديات القانونية، لن يعود بإمكان الناشطين البيئيين وقف بناء خطوط الأنابيب عن طريق التقاضي، وهي الوسيلة الرئيسية التي استخدموها منذ منتصف فترة إدارة أوباما. في حين توجد أمثلة على أن البيروقراطية كانت عبئًا على مشاريع الإنشاء في الماضي، يُرجح أن من شأن مثل هذا التغيير الجذري استقدام المزيد من الدعاوى القضائية.
عقب مرور ستين يومًا من جلسات الاستماع العامة، أصبح من المتوقع أن يجري وضع أنظمة نهائية، ربما قبل الانتخابات الرئاسية في عام 2020.